# 宁波文化广场大剧院
宁波文化广场大剧院，又称宁波文化广场保利大剧院，是浙江省宁波市的一座剧院，位于宁波东部新城宁波文化广场内。于2008年7月10日开工，2013年8月18日启用，2013年10月5日开始首场演出。由宁波文化广场投资发展有限公司与北京保利剧院管理有限公司共同运营。
宁波文化广场大剧院总建筑面积2.4万平方米，共有五层，地上四层，地下一层，观众厅设有一层池座及二层楼座，共1565个座位，大剧院舞台为“品字型”镜框式舞台，分为主舞台、左右侧舞台和后舞台三个部分，台口宽度19.5米，高度12米，舞台设有两块乐池升降台、升降栏杆、五块主升降台、左右各五块侧台车台、车载转台、演员升降小车，剧院设有反音罩，使演出时演员和乐器的声音能以完全自然的方式传遍剧院的每一个角落，灯光控制网络采用以太网/DMX网络控制，音响系统以数字为主，模拟为辅，台上设有单点吊机、61道电动吊杆、6道灯光吊杆、侧吊杆、侧灯光吊架、侧台装景吊机、后台吊杆等。